# Christian Levavasseur
Christian Levavasseur (* 6. März 1956 in Dinan) ist ein ehemaliger französischer Radrennfahrer.

## Sportliche Laufbahn
Levavasseur war im Straßenradsport aktiv. Als Amateur gewann er 1977 eine Etappe in der Tour de l’Avenir. 1983 wurde er 18. der Gesamtwertung. Von 1978 bis 1985 war er Berufsfahrer. Danach startete er wieder als Amateur und gewann 1988 das Rennen Manche-Atlantique. 1979 gewann er eine Etappe in der Vuelta a España. Das Rennen Route Nivernaise gewann er 1980, den Grand Prix Côte Normande 1981, die Tour de Corrèze und eine Etappe der Tour du Roussillon 1987. 1981 wurde er Zweiter im Grand Prix Midi Libre hinter Jean-René Bernaudeau und im Grand Prix du Morbihan, 1984 in der Tour d’Armorique.
Die Tour de France fuhr Levavasseur fünfmal. 1979 wurde er 51., 1980 44., 1981 77., 1984 110. 1982 beendete er die Rundfahrt nicht. In der Vuelta a España 1979 war er ausgeschieden. Bei der Tour 1980 wurde Levavasseur als Kämpferischster Fahrer geehrt.